# Saprygino (obwód pskowski)
Saprygino (ros. Сапрыгино) – wieś (ros. деревня, trb. dieriewnia) w zachodniej Rosji, w wołoście Luszczikskaja (osiedle wiejskie) rejonu bieżanickiego w obwodzie pskowskim.

## Geografia
Miejscowość położona jest nad rzeką Sieczenka, 11,5 km od centrum administracyjnego osiedla wiejskiego (Luszczik), 13,5 km od centrum administracyjnego rejonu (Bieżanice), 119 km od stolicy obwodu (Psków).
W granicach miejscowości znajdują się ulice: Bołotnaja, Centralnaja, Zinaidy Iwanowoj.

## Demografia
W 2010 r. miejscowość zamieszkiwało 71 osób.